# Ivănești
Ivănești là một xã thuộc hạt Vaslui, România. Dân số thời điểm năm 2002 là 4931 người.